# Albrekt V av Mecklenburg
Albrekt V av Mecklenburg, född 1397, död mellan 1 juni och 6 december 1423, var hertig av Mecklenburg från 1412 fram till sin död. Han var son till den svenska kungen Albrekt III och dennes andra gemål Agnes av Braunschweig-Lüneburg. Han grundade 1419 jämte sin kusin Johan IV det senare Rostocks universitet.
Han regerade som furst Albrecht V av Mecklenburg och som hertig Albrecht IV av Mecklenburg-Schwerin 1417−1423.
Albrekt var 1423 förlovad med, och den 23 maj 1423 troligen gift med, Margareta, en dotter till kurfurst Fredrik I. Albrekt dog barnlös.